# 시니스콜라
시니스콜라(Siniscola, it; 사르데냐어: Thiniscòle sc)는 이탈리아 사르데냐주 누오로도에 있는 코무네이다. 칼리아리에서 북동쪽으로 약 160 킬로미터 (99 mi), 누오로에서 북동쪽으로 약 45 킬로미터 (28 mi) 떨어져 있다.
시니스콜라는 다음 코무네와 접한다: 이르고리, 로데, 룰라, 오니파이, 오로세이, 포사다, 토르페.